# Элиаш, Алоис
Алоис Элиаш (чеш. Alois Eliáš; 29 сентября 1890, Винограды, Цислейтания — 19 июня 1942, Kobylisy Shooting Range, Прага) — чехословацкий государственный и военный деятель, генерал. С 27 апреля 1939 по 28 сентября 1941 года премьер-министр Протектората Богемия и Моравия. Поддерживал связь с правительством в изгнании. Арестован по представлению статс-секретаря протектората Карла Франка и расстрелян вскоре после убийства Гейдриха.

## Биография

### Ранние годы
Родился в семье помощника портного Алоиса Элиаша и его жены Йозефы Элиашовой, урожденной Ворличковой, и был младшим из троих детей. У него было две старшие сестры Мария и Божена. Учился в государственной начальной школе в Королевских Виноградах. Там же он учился в чешской императорской и королевской государственной реальной гимназии, которую окончил в 1908 году. В период с 1908 по 1911 год учился в Чешском техническом университете в Праге, где сдал государственный экзамен по инженерии и геодезии.
После окончания учёбы работал во Лемберге и Галиции. В период с 1913 по 1914 год он работал в частной компании, строившей железную дорогу в Боснии (за исключением двух с половиной месяцев в конце 1913 года, когда он проходил военную службу).

### Первая Мировая Война
После начала Первой мировой войны записался в 28-й пехотный полк в Праге. В августе 1914 года отправился (будучи в звании ефрейтора) на Восточный фронт, где 28 августа, менее чем через неделю после развертывания, попал в плен к русским в Галиции. Получил должность инженера в Царской армии и работал на нескольких железнодорожных стройках в разных частях России.
23 августа 1917 года вступил в ряды 5-й стрелкового полка чехословацких легионов в Борисполе, после чего вместе с полком отправился во Францию. Во Франции его сначала определили в 33-й французский пехотный полк в Коньяке, затем направили в артиллерийскую школу в Сен-Мексане. Окончил школу и в звании подпоручика в качестве командира 21-го Чехословацкого пехотного полка пережил несколько боев. Благодаря своим способностям, командование его продвинуло по службе, так что в августе 1918 года он уже имел звание старшего лейтенанта запаса. Участвовал в сражениях последней фазы войны у Вердена, Пуа-Терроне и на реке Эна. Вернулся домой 10 января 1919 года в звании штабс-капитана пехоты в запасе.

### Первая Республика
Вернувшись домой, принял участие в боях за Тешин, а затем в качестве начальника штаба боев в боях за Южную Словакию против Венгерской Советской Республики. После окончания конфликтов, несмотря на первоначальные планы вернуться к мирной жизни, решил стать профессиональным военным. В феврале 1920 года он был назначен командиром 21-го пехотного полка в Чаславе. Здесь он познакомился с Ярославой Косаковой, на которой женился в сентябре того же года (брак остался бездетным).

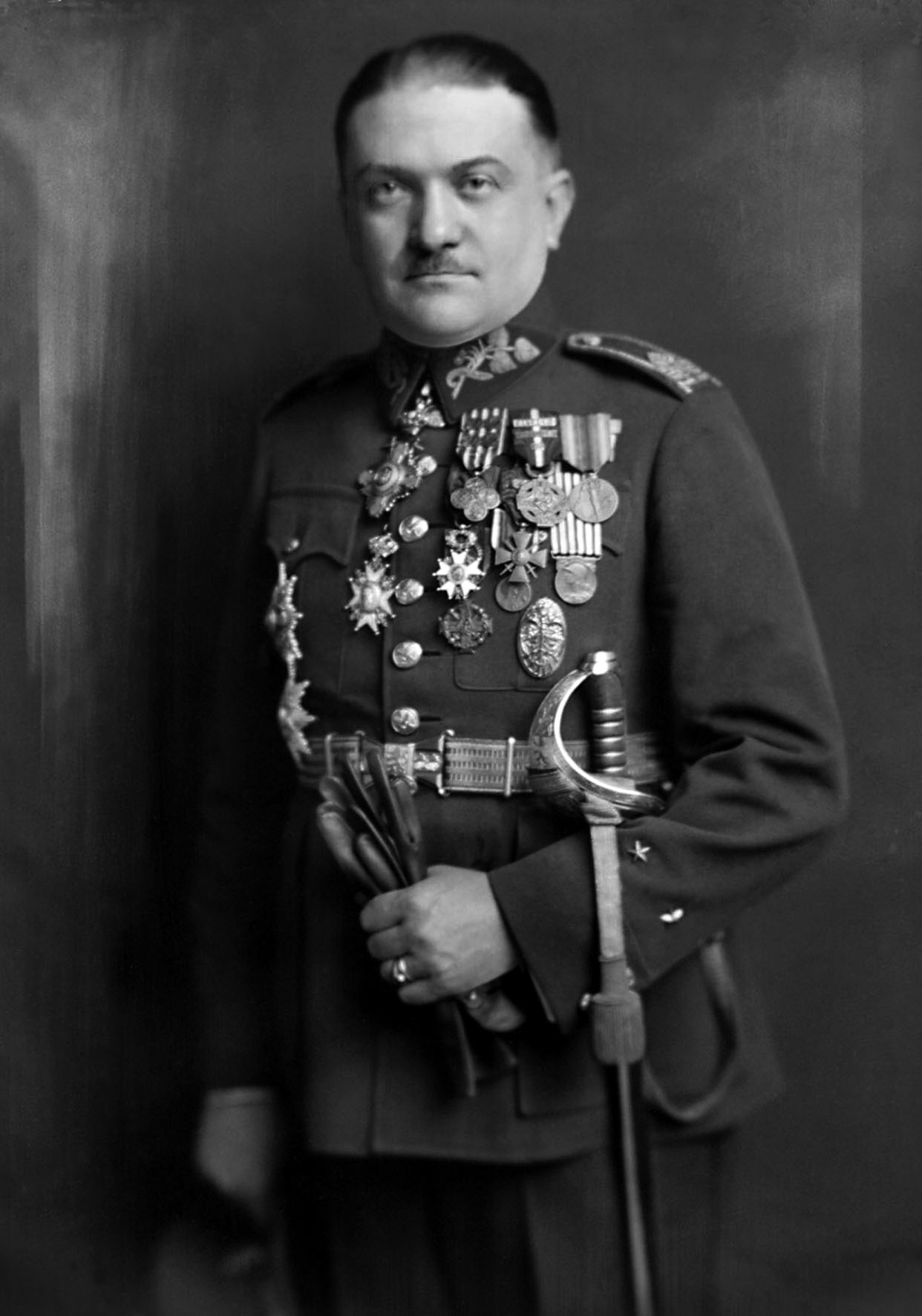
Алоис Элиаш

В том же году стал помощником министра национальной обороны генерала Отакара Гусака. В октябре 1921 года в ходе мобилизации армии ему была присвоена должность начальника штаба 21-го пехотного полка (мобилизация произошла после того, как последний австрийский император и венгерский король Карл I безуспешно попытался прийти к власти в Венгрии). В период с осени 1921 по сентябрь 1923 года учился в Высшей военной школе во Франции. После возвращения из Франции в звании подполковника поступил на службу в Генеральный штаб армии Чехословацкой Республики, где проработал до 1932 года на различных должностях, вплоть до второго заместителя начальника Генерального штаба, и был произведён в звание бригадного генерала.
С 30 января 1932 года стал военным экспертом и постоянным членом чехословацкой делегации на конференции по разоружению в Женеве. В этом качестве приобрёл большой дипломатический опыт и в то же время познакомился с рядом важных политиков. Одновременно с этим работал советником министра иностранных дел Эдварда Бенеша. Вернувшись из Женевы летом 1933 года, он сначала присоединился ко 2-й пехотной бригаде в Хомутове, а с ноября был в качестве командира 3-й дивизии в Литомержице. В январе 1936 года ему было присвоено звание дивизионного генерала, а вскоре после этого назначен командующим 5-го армейского корпуса в Тренчине.
Во время кульминации второго Судетского кризиса в сентябре 1938 года и перед подписанием Мюнхенского соглашения, генералу Яну Сыровыму было поручено сформировать новое правительство. Тот назначил Элиаша своим заместителем в руководстве Министерства обороны Чехословакии (однако, министерством фактически управлял Элиаш, в связи с занятостью Сырового).

### Вторая Республика
После подписания Мюнхенского соглашения и отставки президента Бенеша, пала Первая Республика. На её месте образовалась Вторая Республика. После избрания Эмиля Гахи на пост президента и возникновения нового правительства во главе с Рудольфом Бераном, Элиаш стал министром транспорта (которое было образовано слиянием Министерства путей сообщения и Министерства почт и телеграфов). В то же время Элиаш стал членом Верховного совета государственной обороны. Деятельность правительства Берана де-факто была направлена лишь на удовлетворение требований Германии и на поддержание разваливавшегося государства. Словацкой автономией управляла авторитарная Глинкова словацкая народная партия, а на территории Чехии все более укреплялись ультраправые силы с антисемитскими требованиями и призывами к ликвидации всех связей с первой республикой.
Элиаш выступал за сохранение государственной целостности Чехословакии посредством военного переворота в Словакии. Когда в начале марта 1939 года сепаратистские усилия словацких националистов достигли кульминации, премьер-министр Рудольф Беран поручил Элиашу совершить переворот. 9 марта 1939 года солдаты и полицейские провели масштабные аресты, в ходе которого были интернированы десятки наиболее радикальных представителей глинковского режима в Словакии, а заодно было назначено новое правительство словацкой автономии во главе с премьер-министром Юзефом Сиваком, которое немедленно было заменено правительством Кароля Сидора. Однако эта попытка удержать Словакию закончилась неудачей, поскольку Германия вступилась за представителей словацких сепаратистов. Вскоре Словакия провозгласила свою независимость.
В марте Франтишек Моравец, глава военной разведки, предоставил правительству информацию, согласно которой Богемия и Моравия будут оккупированы Германией 15 марта. Элиаш был среди тех представителей, которые не поверили этим сообщениям, поскольку это означало бы нарушением Мюнхенского соглашения со стороны Германии.

### В годы немецкой оккупации
После оккупации Германией и создания Протектората Богемии и Моравии, Элиаш остался в составе старо-нового правительства Рудольфа Берана. Вскоре после начала оккупации, под руководством Элиаша была реализована долго подготавливаемая реформа движения (Международная конвенция относительно автомобильного движения была подписана в 1926 году), 26 марта 1939 года, на почти месяц раньше положенного времени (планируемая дата перехода была 1 мая, но оккупационные власти её сдвинули), на территории бывшей Чехословакии ввели правостороннее движение.
После отставки Рудольфа Берана с поста премьер-министра, Элиашу было поручено сформировать новое правительство протектората. Для жителей протектората он был символом чешского патриотизма, Рейхспротектор Константин фон Нейрат помнил Элиаша по Женеве. Президент Протектората Богемии и Моравии Эмиль Гаха, назначая Элиаша на пост премьер-министра 27 апреля 1939 года, по-видимому, надеялся, что его прежние связи с протектором фон Нейратом помогут в той или иной мере отстоять интересы Чехии. Элиаш не решался принять эту кандидатуру, потому что боялся, что рискует подвергнуться проклятию в глазах нации, с другой стороны, страх, что к власти могут прийти отечественные фашисты и коллаборационисты, говорил в пользу кандидатуры. Возможность тайно работать на поддержку сопротивления говорила в пользу принятия этого решения.
После оккупации Чехии, тот сразу же присоединился к подпольной военной организации «Защита нации» и стал членом совета старейшин. С весны 1939 года он также был связан с Сопротивлением заграницей, возглавляемым президентом Бенешем, и имел контакты с другими группами сопротивления, такими как «Политического главное управление», петиционным комитетом «Остаёмся верными» и Первым нелегальным центральным комитетом Коммунистической партии Чехословакии. Он придерживался мнения, что судьба чешской нации будет решаться за границей, а силы для последующей национальной революции необходимо собирать и консолидировать дома. Среди основных целей себя и своего правительства он определил защиту чешской нации, защиту чешских интересов и предотвращение появления прогерманских групп активистов. По этим причинам сотрудничество с оккупантами, каким бы отвратительным оно ни было, было необходимостью, а убеждение в измене — необходимой жертвой. Он также начал тайную переписку с Франтишеком Моравцем, а затем и с самим президентом Бенешем. Корреспонденция велась в том числе через американского дипломата Джорджа Кеннана, который описал премьера как персонажа романа «Бравый солдат Швейк»: «У Элиаша была ошеломляющая готовность выполнять любые требования и столь же ошеломляющая способность выполнять их таким образом, чтобы эффект сильно отличался от того, который предполагали те, кто отдавал приказы». В конце концов, после нападения Рейха на СССР Элиаш даже начал встречаться с эмиссаром подпольной компартии Миланом Рейманом.
Деятельность правительства протектората была в рамках автономии, но была значительно ограничена, поскольку вся его деятельность подлежала одобрению рейхспротектора. Помимо этой официальной деятельности, Элиаш занимался подпольной деятельностью. Ему даже удалось создать в Фюрстенбергском дворце нечто вроде штаба «Защиты нации», включая разведывательную службу, состоящую из бывших офицеров военной разведки. Среди прочего, они позаботились о проверке сотрудников работавших на Элиаша, чтобы свести к минимуму проникновение немецкой службы безопасности в его правительственное окружение. Однако ей это удалось, несмотря на все меры предосторожности. Тем не менее, под руководством правительства Элиаша удалось сформировать разведывательную сеть, состоящую из офицеров разведки упраздненной чехословацкой армии, которая работала на сопротивление на всей территории протектората под видом офицеров службы наблюдения за прессой.
После начала Второй мировой войны 1 сентября 1939 года минимальная автономия правительства протектората Элиаша ещё больше сократилась. Аппарат рейхспротектора начал издавать указы, полностью игнорируя правительство протектората. Напротив, Элиаш вместе с президентом страны Эмилем Гахой были вынуждены выступить с заявлением, направленным против заграничного Сопротивления. Уже в то время Элиаш находился под непосредственным надзором немецких спецслужб, так как был известен как сторонник Бенеша. Более того, тот от имени правительства отказался от так называемой «клятвы Фюреру». 28 октября, несмотря на то, что этот день перестал быть национальным праздником создания Чехословакии, прошли антигерманские демонстрации, закончившиеся столкновениями с немецкими спецслужбами. Элиаш посетил Гаху в замке Ланы и потребовал от него протеста против вмешательства немецких сил безопасности у фон Нейрата. При этом он утверждал, что именно немцы спровоцировали столкновения. Ситуация обострилась 15 ноября на похоронах Яна Оплетала, когда произошли новые беспорядки. В результате девять студенческих лидеров были казнены без суда, десятки других студентов были отправлены в концентрационные лагеря, а университеты были закрыты. Правительство Элиаша подало в отставку, но президент Гаха её не принял.
Тот снова начал подумывать об отставке весной 1940 года после инцидента, когда министр сельского хозяйства Ладислав Карел Фейерабенд, в последнюю минуту бежал в Великобританию, чтобы избежать ареста за сотрудничество с сопротивлением. Гестапо также подозревало Элиаша в контактах или даже прямом сотрудничестве с заграничным Сопротивлением, но надёжных доказательств всё ещё не имело. С другой стороны, Бенеш послал сообщение о том, в котором тот просил, чтобы правительство Элиаша не уходило в отставку ни при каких обстоятельствах. Это привело к охлаждению отношений между Бенешем и Элиашем, поскольку некоторые действия правительства протектората (или даже действий Гаха) были восприняты иностранным сопротивлением как пересечение грани между принудительным (и, следовательно, приемлемым) подчинением оккупантам и открытым сотрудничеством.
В середине 1940 года Элиаш боролся в своем правительстве с тенденцией некоторых министров идти на большие уступки оккупантам, вызванной успехами Германии на западном фронте, а также продолжающимися мелкими столкновениями с оккупационной властью, особенно с Карлом Германом Франком. В апреле 1941 года был введён таможенный союз с Германией (нанёсший ущерб чешской экономике), а также началась масштабная германизация чешских земель. Кроме того, в июле был арестован мэр Праги Отакар Клапка, близкий соратник Элиаша по сопротивлению, что означало прямую угрозу Элиашу. Сам Элиаш тоже готовился к эмиграции в Лондон через Белград, но вторжение немцев в Югославию перечеркнуло эти планы. 26 июля 1941 года Бенеш призвал Элиаша подать в отставку, чтобы нацисты, установив открыто «квислинговское правительство» из местных нацистов, прекратили маскировать оккупацию за «протекторатом», однако Элиаш отказался, пока «немцы не наложат новое бремя, невыносимое для нации». Весной 1941 года в аппарате фон Нейрата, всё чаще стали появляться предложения об отстранении Элиаша. После допросов Клапки и других арестованных бойцов сопротивления стало ясно, что Элиаш связан с правительством в изгнании.

#### «Дело бутербродов»
Уже после вынесения приговора Элиашу некоторые прогерманские журналисты обвинили Элиаша в убийстве прогерманского журналиста и главного редактора журнала «Чешское слово» (чеш. České slovo) Карела Лажновского. На официальной встрече 18 сентября 1941 года Элиаш угостил семь журналистов бутербродами, которые тот, при содействии своего уролога Милоша Клики, отравил, впрыснув туда ботулинический токсин, туберкулёзные микобактерии и вызывающую тиф риккетсию. Единственным, кто умер после употребления бутербродов был Карел Лажновский. Прочие журналисты, такие как Эммануэл Вайтауэр, Ярослав Кржемен и Владимир Крыхталек, лишь заболели. Гейдрих и Франк хотели использовать инцидент, позже известный как так называемое «Дело бутербродов», для нового судебного процесса над Элиашем. Однако специальная комиссия, созданная Имперским уголовным бюро в феврале 1942 года, пришла к выводу, что Элиаш не виноват в смерти Лажновского. Участие Элиаша в этом деле было доказано лишь гораздо позже, спустя 65 лет.

### Арест и казнь
К концу июля 1941 года пражское гестапо с одобрения Франка составило обвинительное заключение против Элиаша. 27 сентября 1941 года, через неделю после того, как Рейнхард Гейдрих был назначен исполняющим обязанности рейхспротектора, Элиаш был арестован в вестибюле у кабинета Карла Франка и доставлен в здание пражского гестапо в Пештуков дворец, в то же время гестапо обыскало его кабинет и виллу в Ганспаулке. В тот же день Гейдрих издал указ о чрезвычайном положении, а на следующий день 28 сентября объявил военное положение в Протекторате. Уже вечером бывшие высокопоставленные офицеры Чехословацкой республики и бойцы сопротивления, такие как генерал армии Йозеф Билый и дивизионный генерал Хьюго Войта были казнены. Первым об аресте Элиаша узнал президент Гаха 27 сентября. Общественность узнала об этой новости из прессы в понедельник 29 сентября. В тот же день канцелярия президента письмом освободила Элиаша от должности председателя правительства протектората. Элиаша допрашивали в кабинете советника по уголовным делам Шульца, комиссар Оскар Флейшер и секретарь по уголовным делам Карл Гершельманн. Допросы проводились корректно. Элиаш сознался лишь в том, на что у гестапо были неопровержимые доказательства его вины, но он отрицал доказательства, изобличающие других лиц.
Суд над Элиашем был назначен на 1 октября 1941 года. Обвинение содержало ряд фактических ошибок (например, обвинение в государственной измене и так называемой «антипротекторатной деятельности», относилось и к тому времени, когда протекторат ещё не существовал. Элиаша также обвиняли в том, что он не действовал в соответствии с указом «об исключительном гражданском положении», который, однако, был издан только после его ареста). Защитником Элиаша был назначен нацист Х. Кикебуш, который, по словам Гейдриха, «помог прекрасному проведению процесса», в то время как предложение Гахи предоставить собственного адвоката было полностью проигнорировано. Сам Гаха предложил уйти в отставку в тот же день после ареста Элиаша, но (после голосования) правительство во главе с исполняющим обязанности премьер-министра Ярославом Крейчи попросило его остаться на своем посту.
Суд над Элиашем состоялся 1 октября. Его признали виновным по всем пунктам обвинения и приговорили к смертной казни. На следующий день после приговора Гаха, через Гейдриха, попросил Адольфа Гитлера о помиловании Элиаша. Гитлер его не помиловал, но исполнение приговора было отложено на некоторое время. После вынесения приговора, Бенеш в секретном сообщении из Лондона, попросил Гаху уйти в отставку. Гаха проигнорировал эту и последующие подобные просьбы. Ян Масарик считал жертву Элиаша на равне с казненными членами сопротивления, и в то же время было предложено спланировать в качестве мести операцию, ведущую к нападению на одного из важных коллаборационистов. Элиаша поместили в тюрьму Панкрац. Во время заключения у него был более лёгкий режим чем у других заключенных (лучшее питание, более длительные прогулки, редкие визиты жены) и благодаря чешскому надзирателю он мог поддерживать контакт с близкими и коллегами при помощи передач на волю.
Вечером 19 июня 1942 года, в сопровождении начальника Панкрацкой тюрьмы, Элиаша этапировали на стрельбище в Кобылисе, служившее местом казни и привели приговор в исполнение. Это стало одним из ответов оккупационных властей на операцию «Антропоид».

## Посмертная репутация
25 октября 1946 года, Элиашу в знак его заслуг перед Сопротивлением было посмертно присвоено звание генерала армии. Сразу после войны, было решено создать мемориальную доску с бюстом на доме, где Элиаш жил в детстве. Церемония, которая первоначально должна была состояться 28 октября 1946 года, была отложена. Торжественное открытие состоялось лишь 17 июня 1947 года. Благодаря поддержке члена Президиума ЦК Коммунистической партии Чехословакии Вацлава Копецкого мемориальная доска не была снята даже после февраля 1948 года.

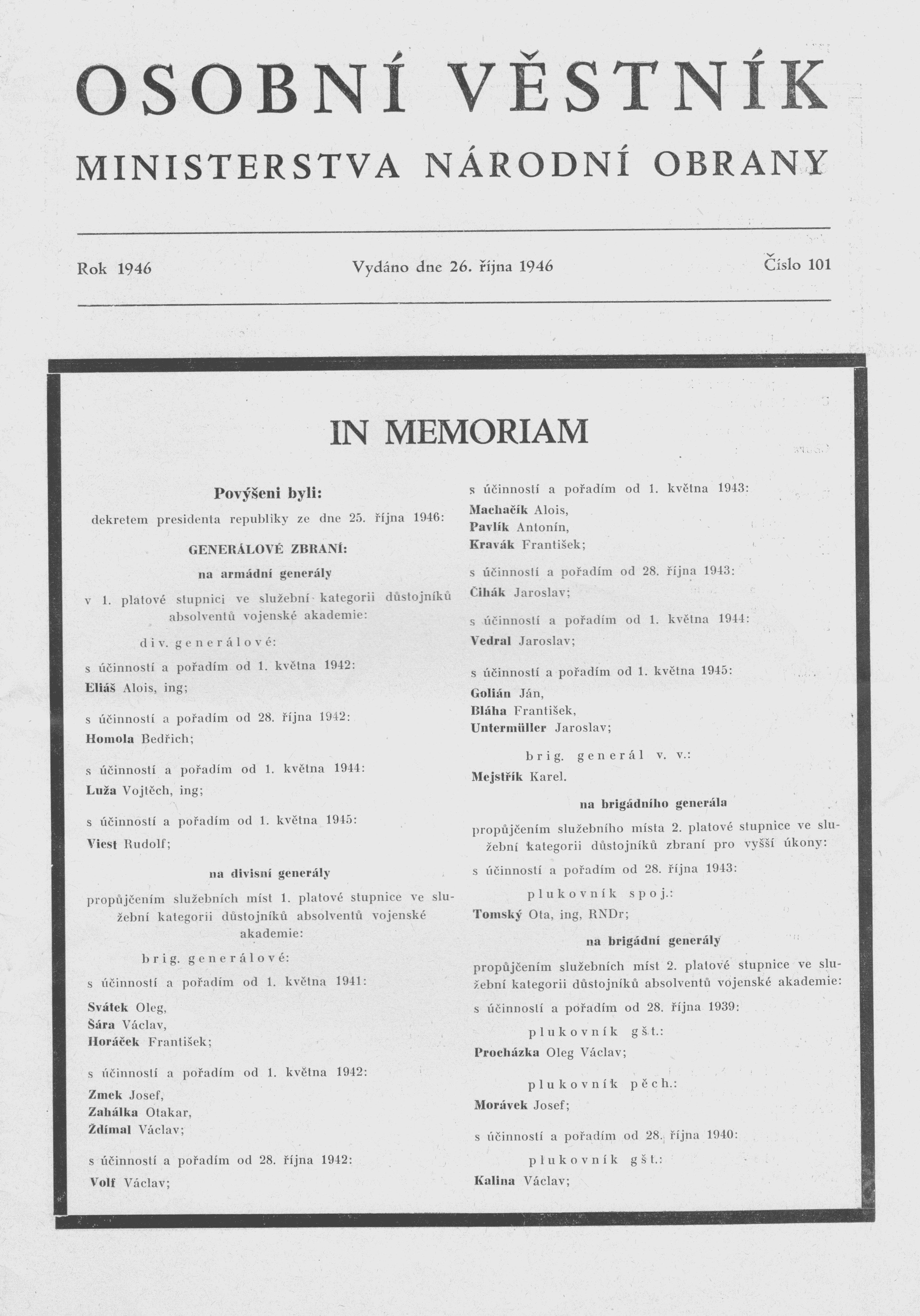
«Личный вестник» министерства обороны ЧСР № 101 от 26 октября 1946 года. Титульный лист – присвоение звания генерала армии посмертно Алоису Элиашу

Однако при коммунистическом режиме, в связи с тем, что Элиаш поддерживал Бенеша, а не коммунистов, он был объявлен коллаборационистом. Лишь после 1989 года Элиаш был посмертно реабилитирован.
Многие годы предполагалось, что урна с его останками хранилась на кладбище в Марковицах недалеко от Часлава, в могиле, принадлежащей семье Косаковых, откуда происходила его жена. На могиле до сих пор написано: «Генерал инженер Алоис Элиаш, борец за свободу нации, казнённый нацистами». Впоследствии выяснилось, что его урна здесь никогда не хранилась. Фактически, о его останках заботилась его жена, а затем их хранил историк Томаш Пасак, а после жена историка. Госпожа Пасакова передала их сотрудникам Военно-исторического института. 7 мая 2006 года останки Алоиса Элиаша и его жены Ярославы Элиашовой были со всеми почестями похоронены в Национальном памятнике на пражском Виткове.
К 120-летию со дня его рождения на доме в Праге 6 в квартале Ганспалка (улица Фетровская, дом № 4), где он жил, была открыта памятная доска. В честь него также названа улица в Бубенече, а также улицы во многих других городах, например, в Литомержице.